# 甲比丹
甲比丹（漢字寫作：甲比丹、甲必丹、加比旦）為日本在江戶時代（17世紀到19世紀期間）對歐洲駐日商館館長（貿易辦事處長）的稱呼。
由於歐洲最早來到日本貿易的是葡萄牙人，葡萄牙語中，商館館長稱為（意為首長），發音即為「甲比丹」。1633年，日本鎖國後，荷蘭人成為唯一的的歐洲貿易對象，但是日本人仍沿用原本的葡萄牙語發音「甲比丹」來稱呼荷蘭的商館館長。又因為荷蘭駐日本商館館長為荷蘭東印度公司所指派，而「甲比丹」的意思也變成專指荷蘭東印度公司駐日負責人。而荷蘭語中，駐日商館館長則稱為。

## 駐日西洋商館館史

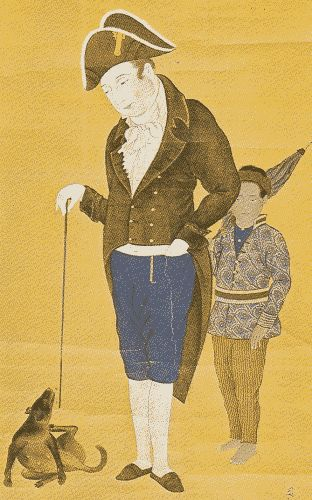
第156任甲比丹Hendrik Doeff

1550年葡萄牙人在平戶獲得了貿易許可，成立了日本地一個歐洲設立的商館－平戶葡萄牙商館；1570年進一步在長崎設立商館。之後在西班牙人（1584年）、荷蘭人（1609年）、英國人（1613年）也先後開始在平戶建立了各自的商館。
1623年英國在安汶大屠殺後，決定退出東南亞，也因此關閉了在日本的商館。同時日本開始加強對歐洲傳教士的管制，1624年關閉了西班牙的商館，1639年因島原之亂，日本驅逐所有葡萄牙人，關閉了葡萄牙商館。最後僅存的荷蘭商館也在1641年被強制遷移到長崎的出島，日本自此正式完成「鎖國」，出島的荷蘭商館也成為歐洲唯一駐日機構。
1810年至1815年期間荷蘭本土遭法國吞併，也波及到荷蘭的海外殖民地南非、圭亞那、蘇利南、印度、錫蘭、马六甲、蘇門答臘、摩鹿加及爪哇相繼遭到英國攻占淪陷。期間英國的爪哇副總督斯坦福·莱佛士兩次遣使長崎，提議由英國人來取代荷蘭人在出島的貿易，但是當時的甲比丹Doeff堅守荷蘭在日本的利益，拒絕了莱佛士提出的貿易建議。
從1609年開始至1858年，荷蘭先後在日本派任了166任甲比丹，一直到1858年，日本與荷蘭簽署日蘭修好通商條約後，荷蘭關閉商館，改設立荷蘭駐日本領事館，最後一任荷蘭商館的甲比丹也成為第一任駐日本總領事。